# Тристень
Три́стень — село в Україні, у Луцькому районі Волинської області. Входить до складу Доросинівської сільської громади. Населення становить 588 осіб.

## Історія
Перша писемна згадка про село Тристень Рожищенського району Волинської області належить до 1407 року, коли князь Вітовт своєю жалуваною грамотою подарував село своєму слузі Іллі Вячковичу. В селі є церква та будинок культури, працює загальноосвітня школа I—II ступеня.

## Географія
Село розташоване на правому березі річки Стохід.

## Озеро

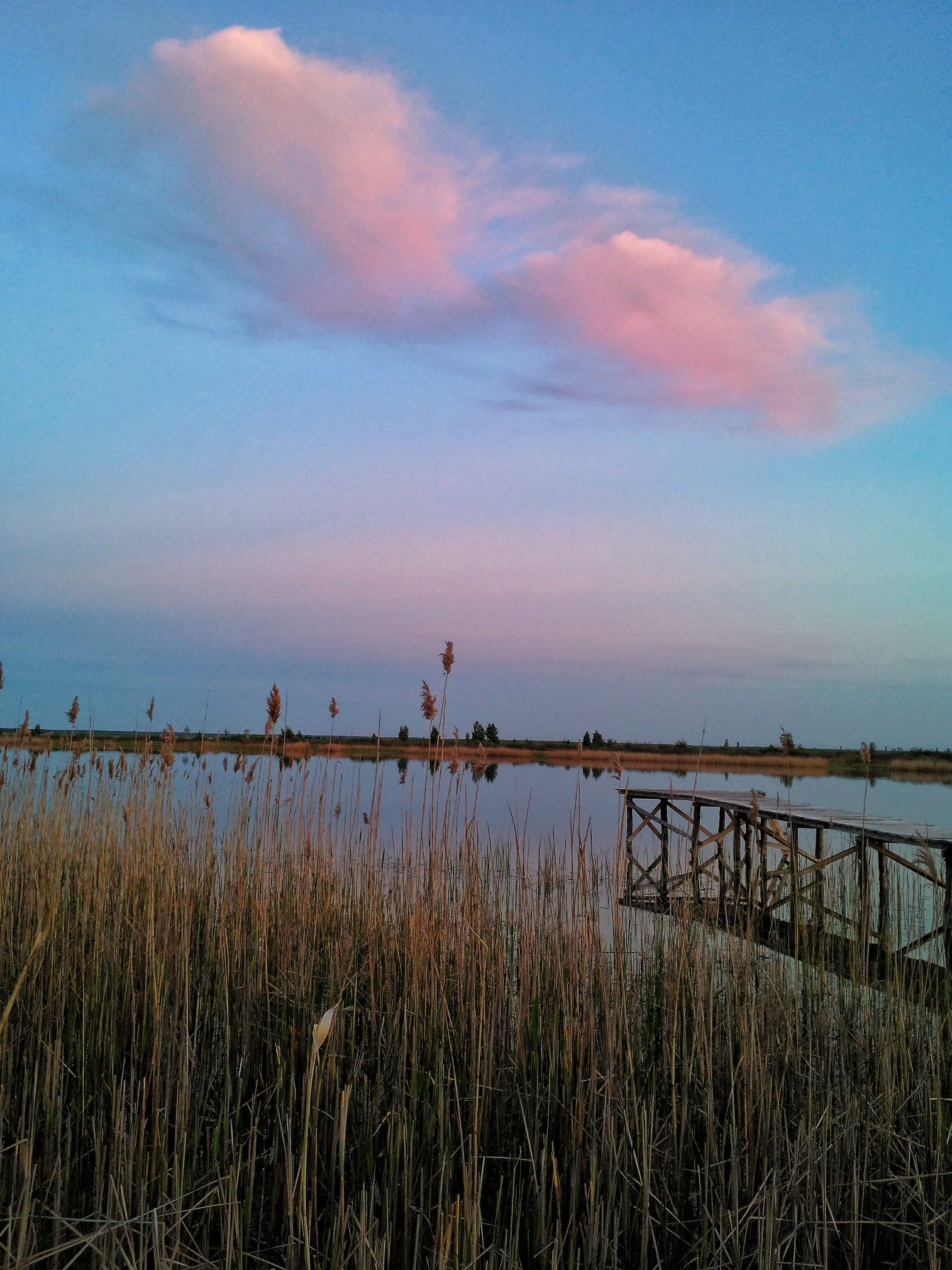
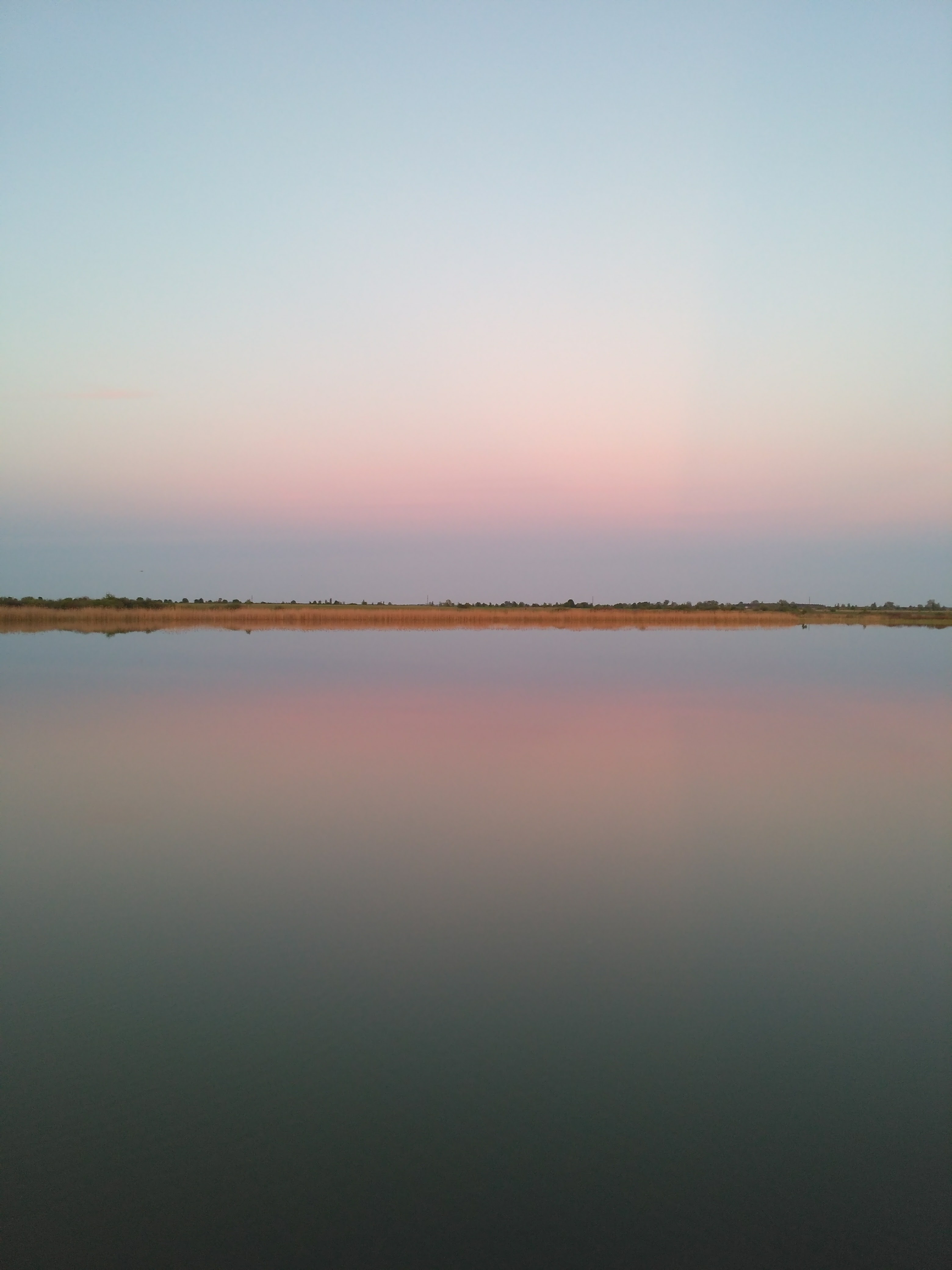
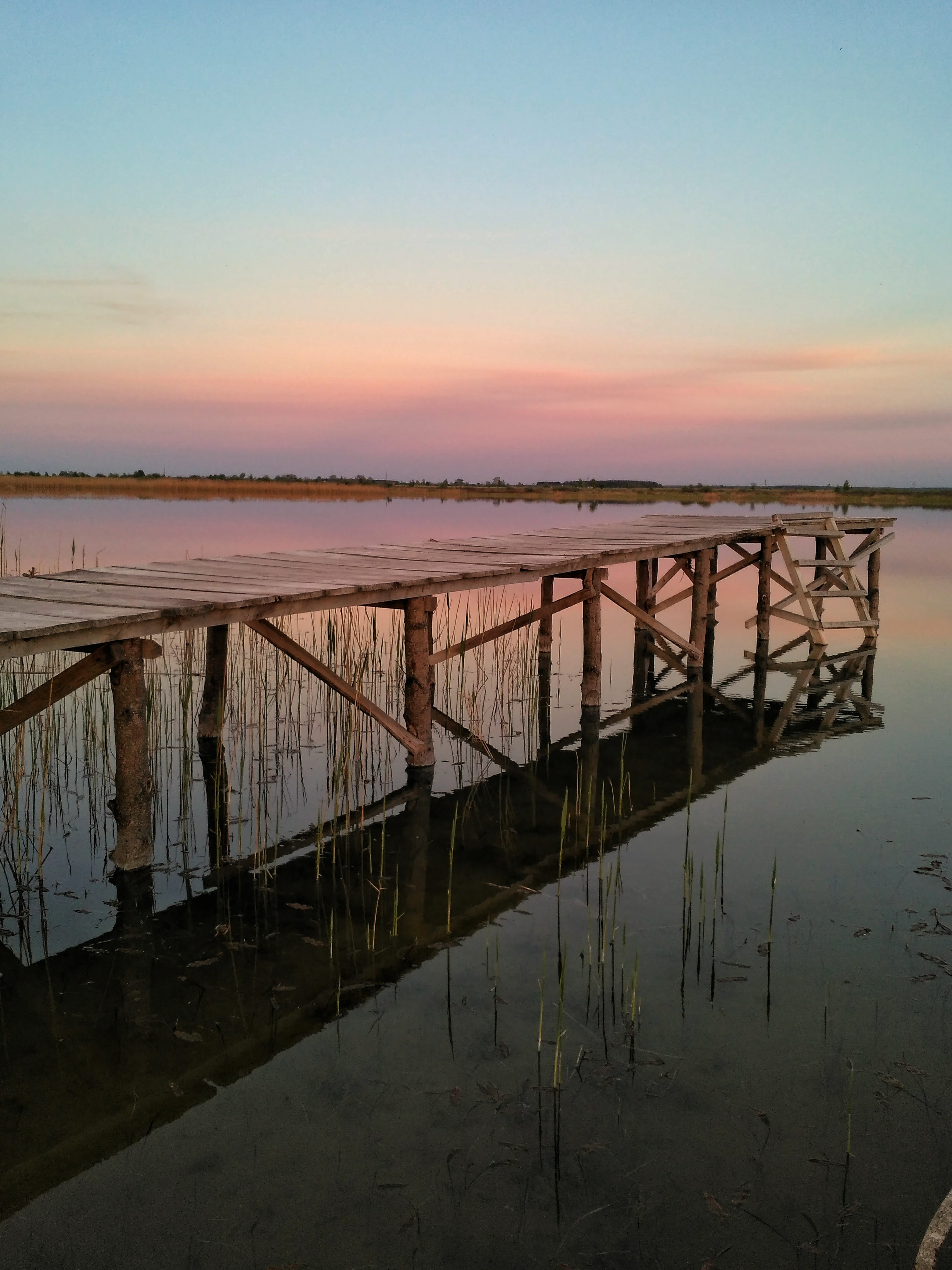
Пірс на озері
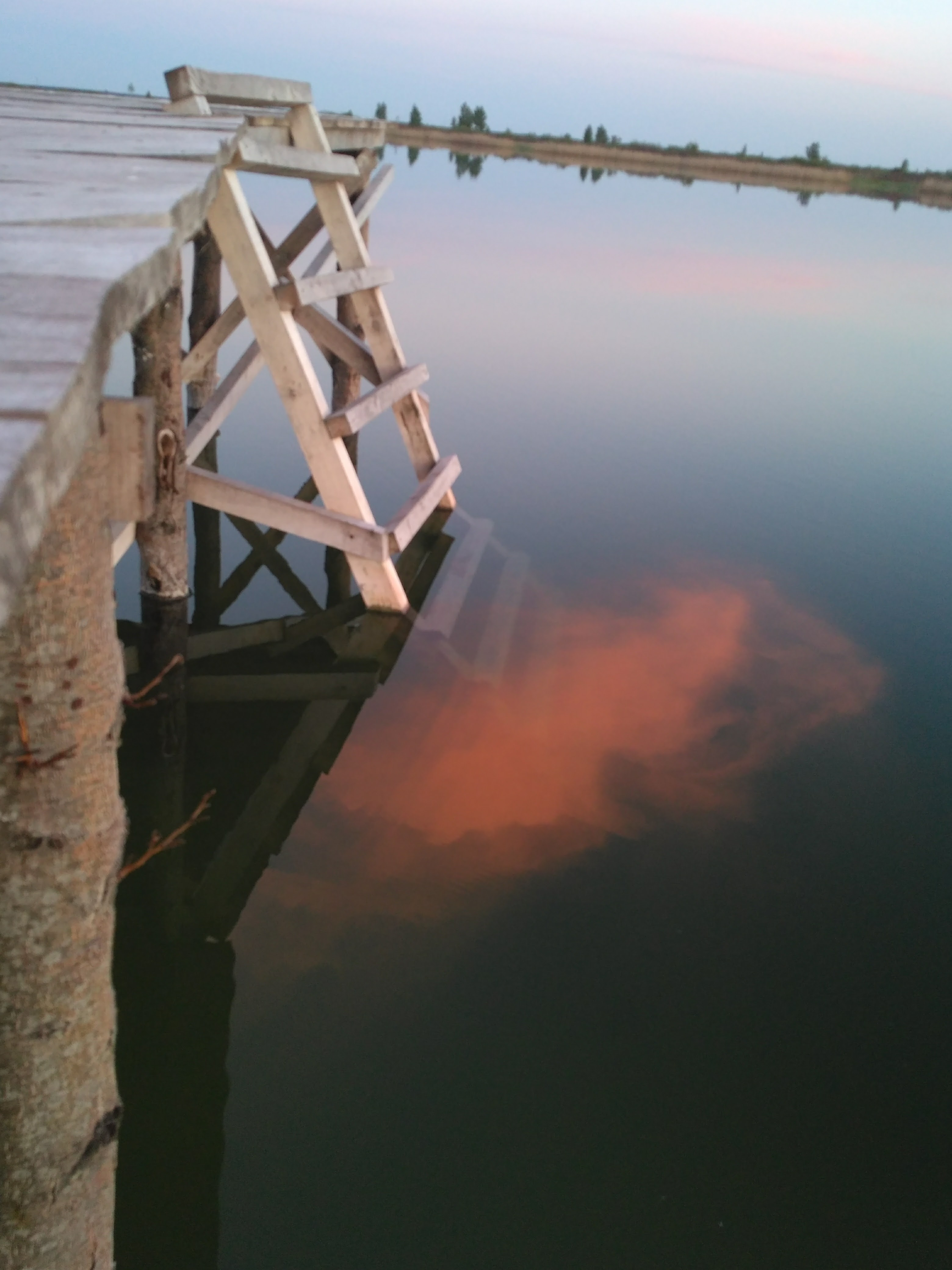
Сходи у воду
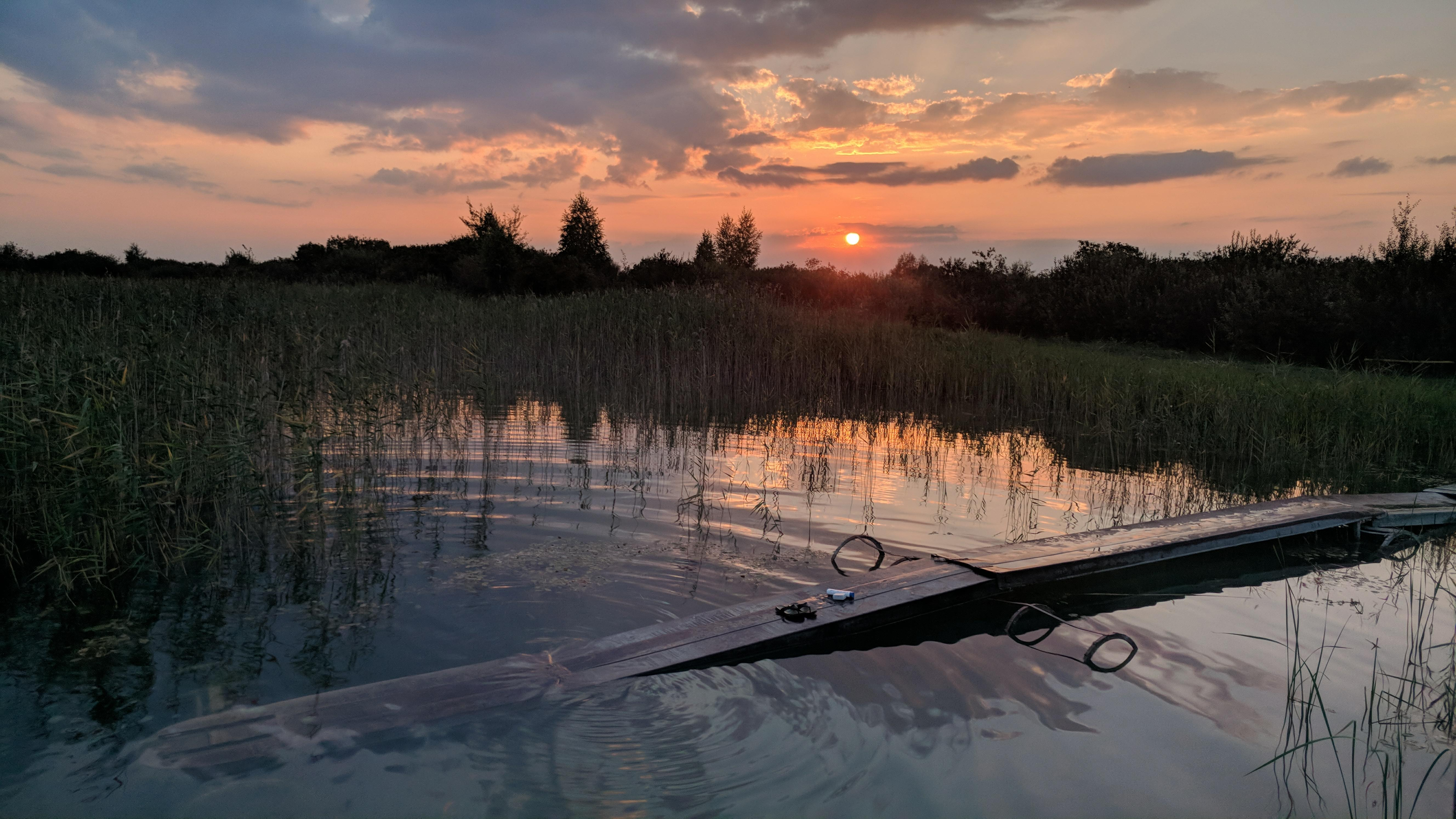
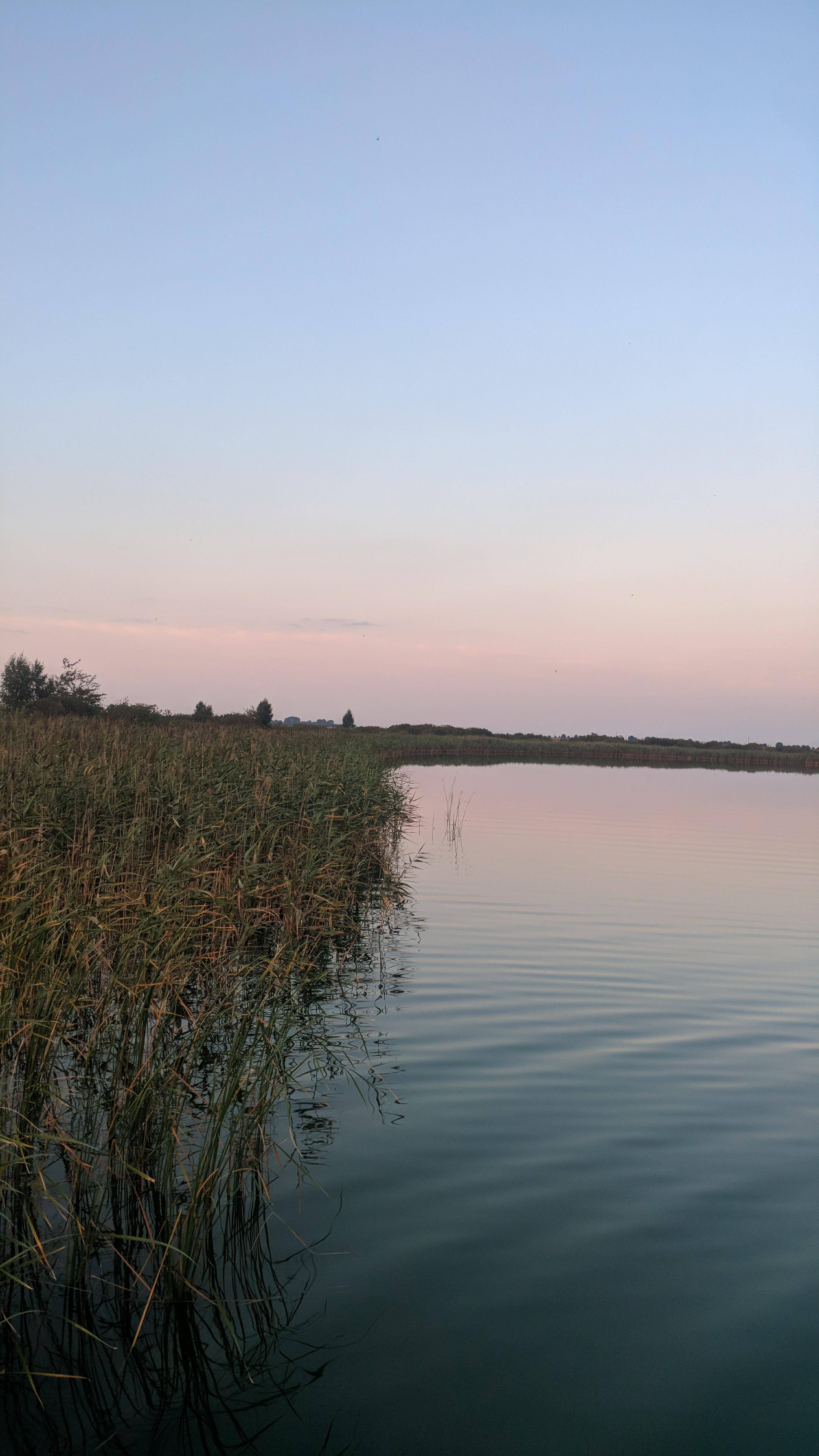
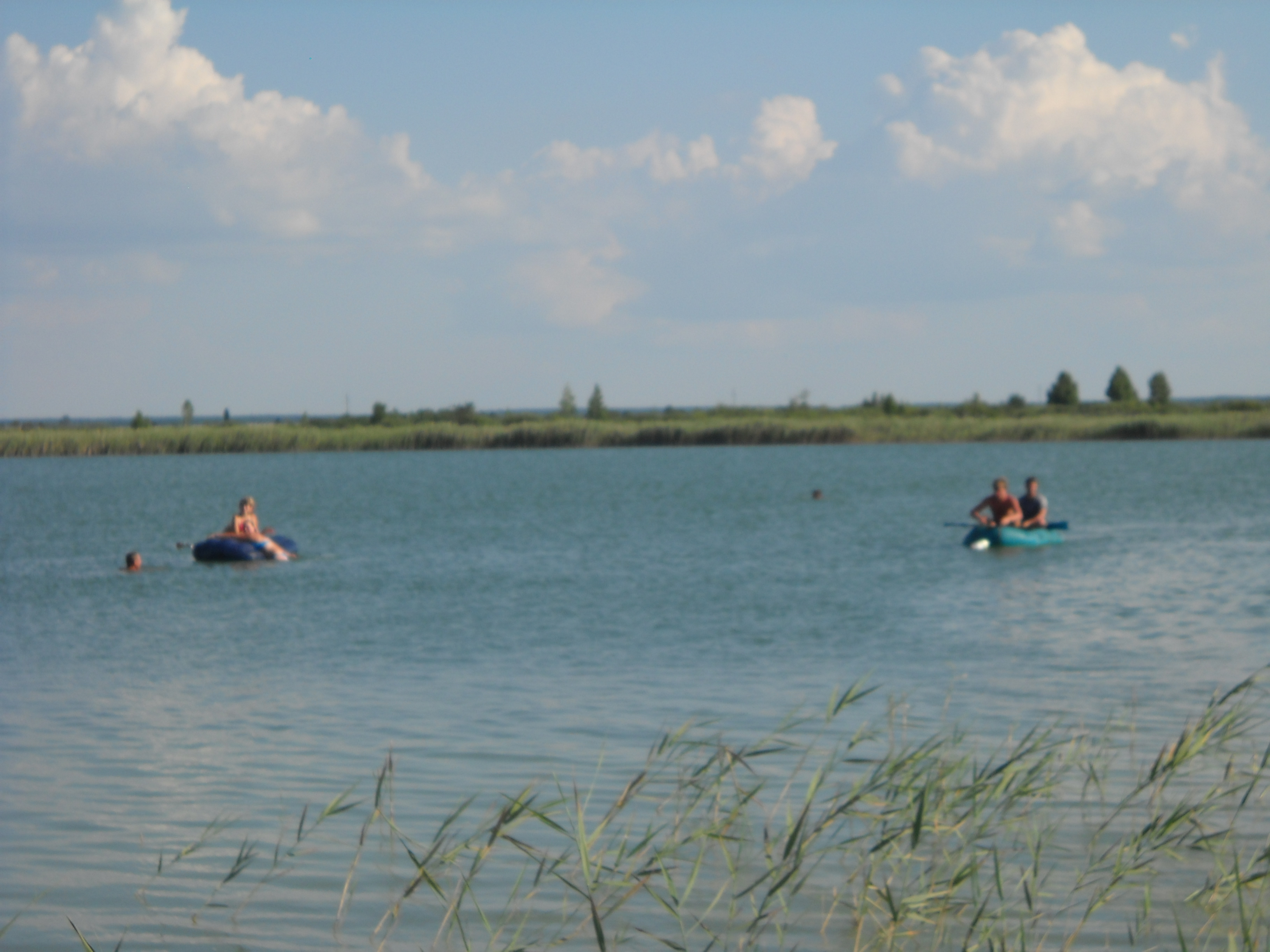

## Галерея

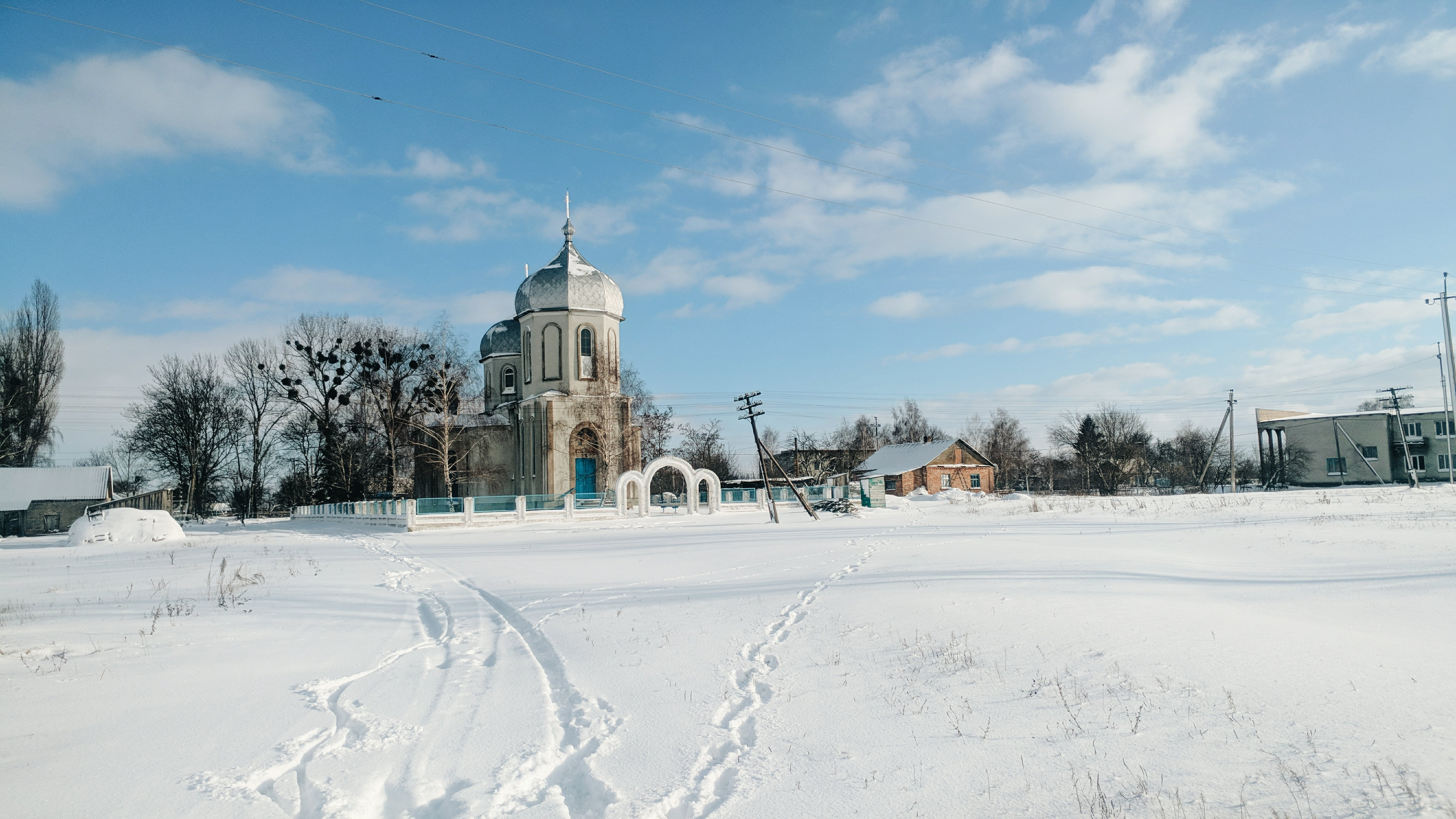
Православний храм.
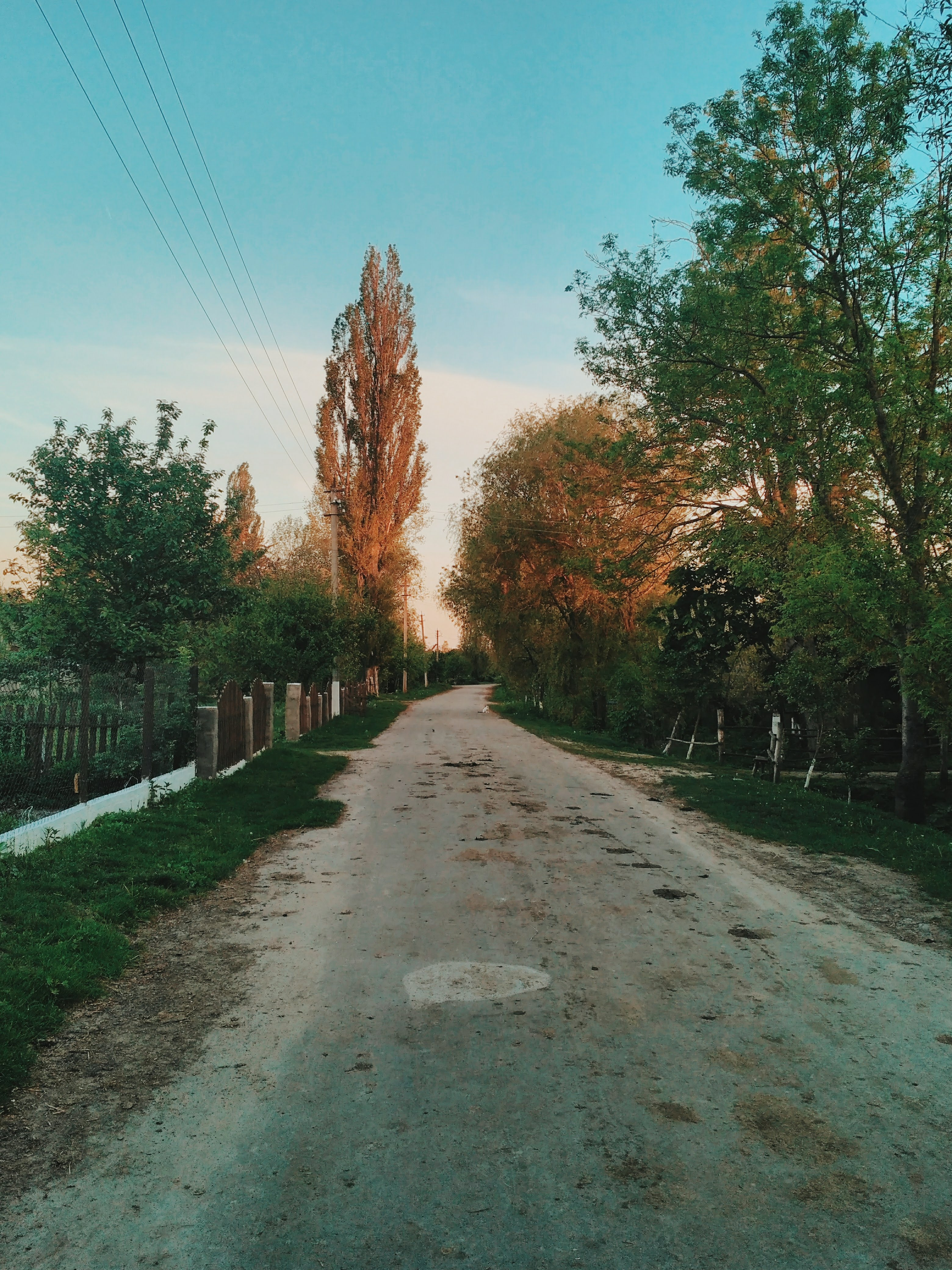
вул. Шкільна.
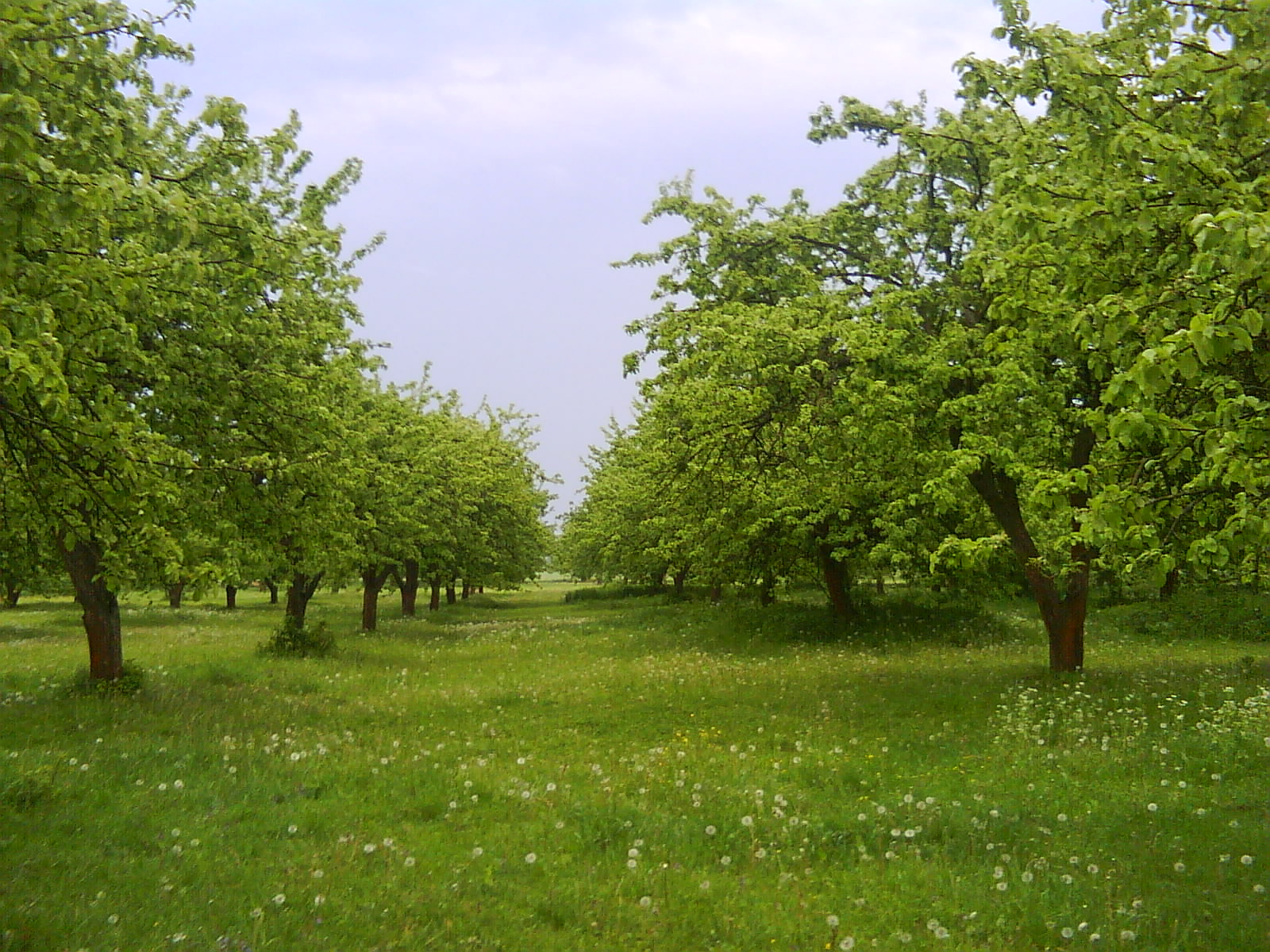
Яблучний сад.
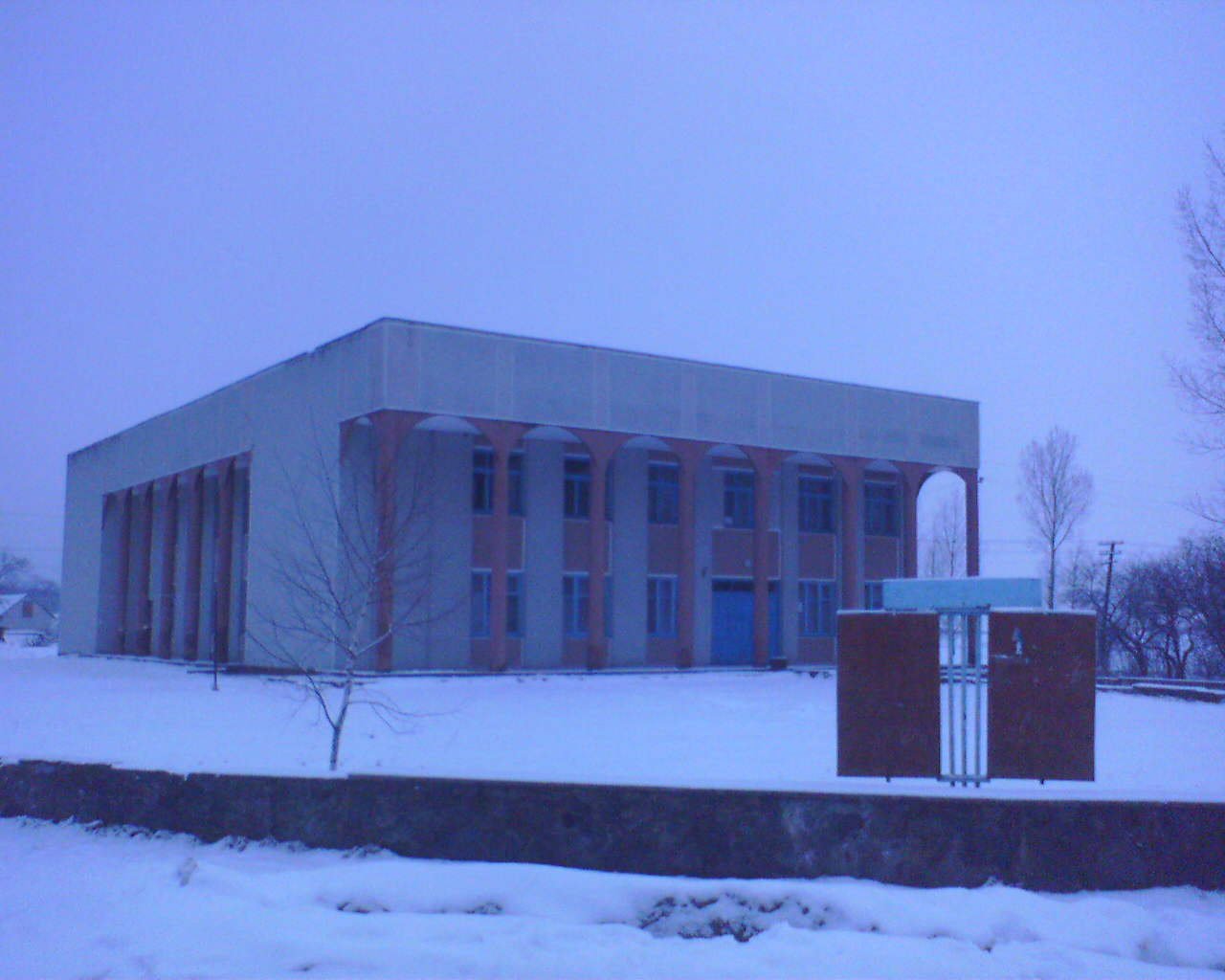
Будинок культури.
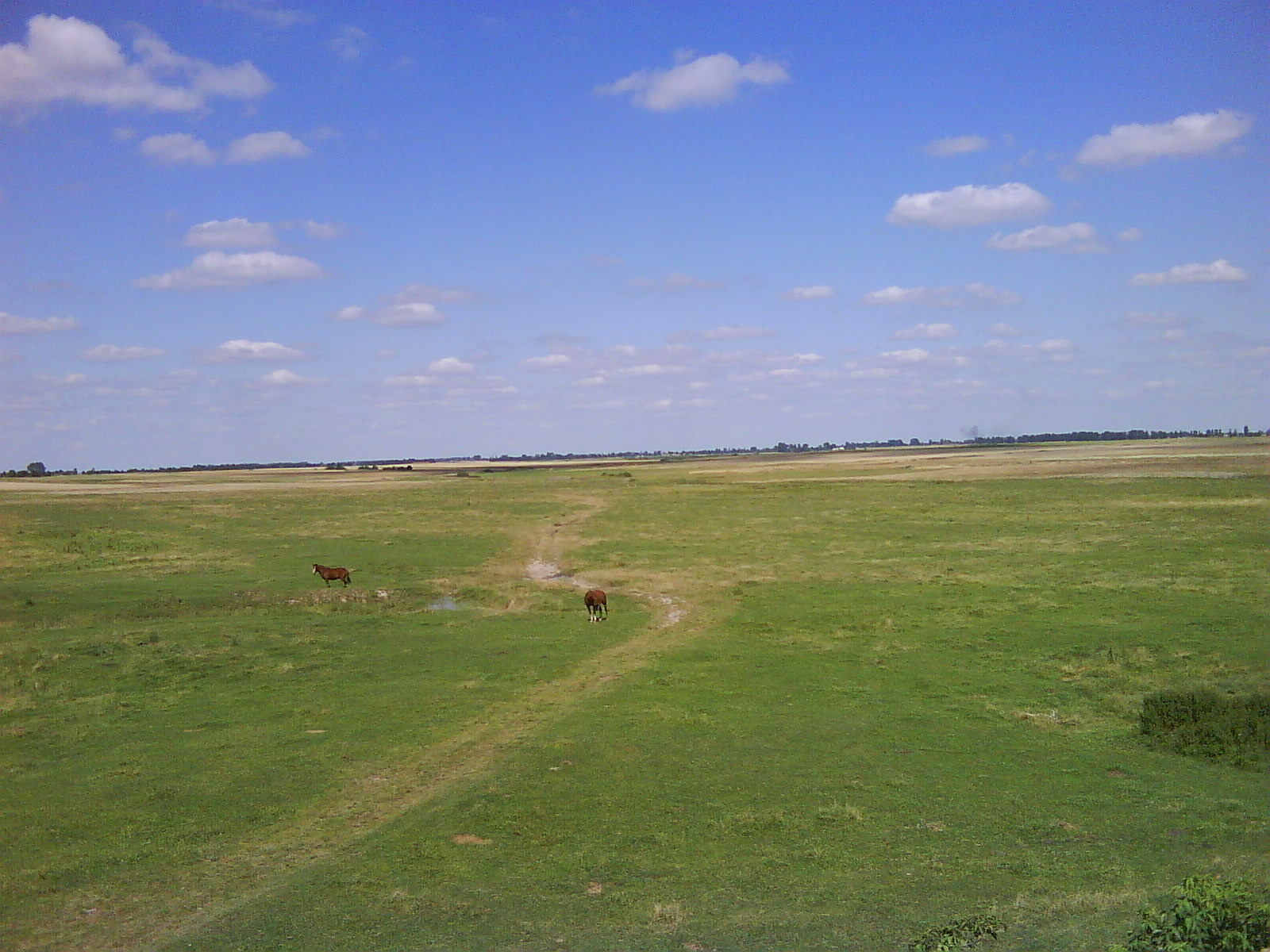
Пасовище.
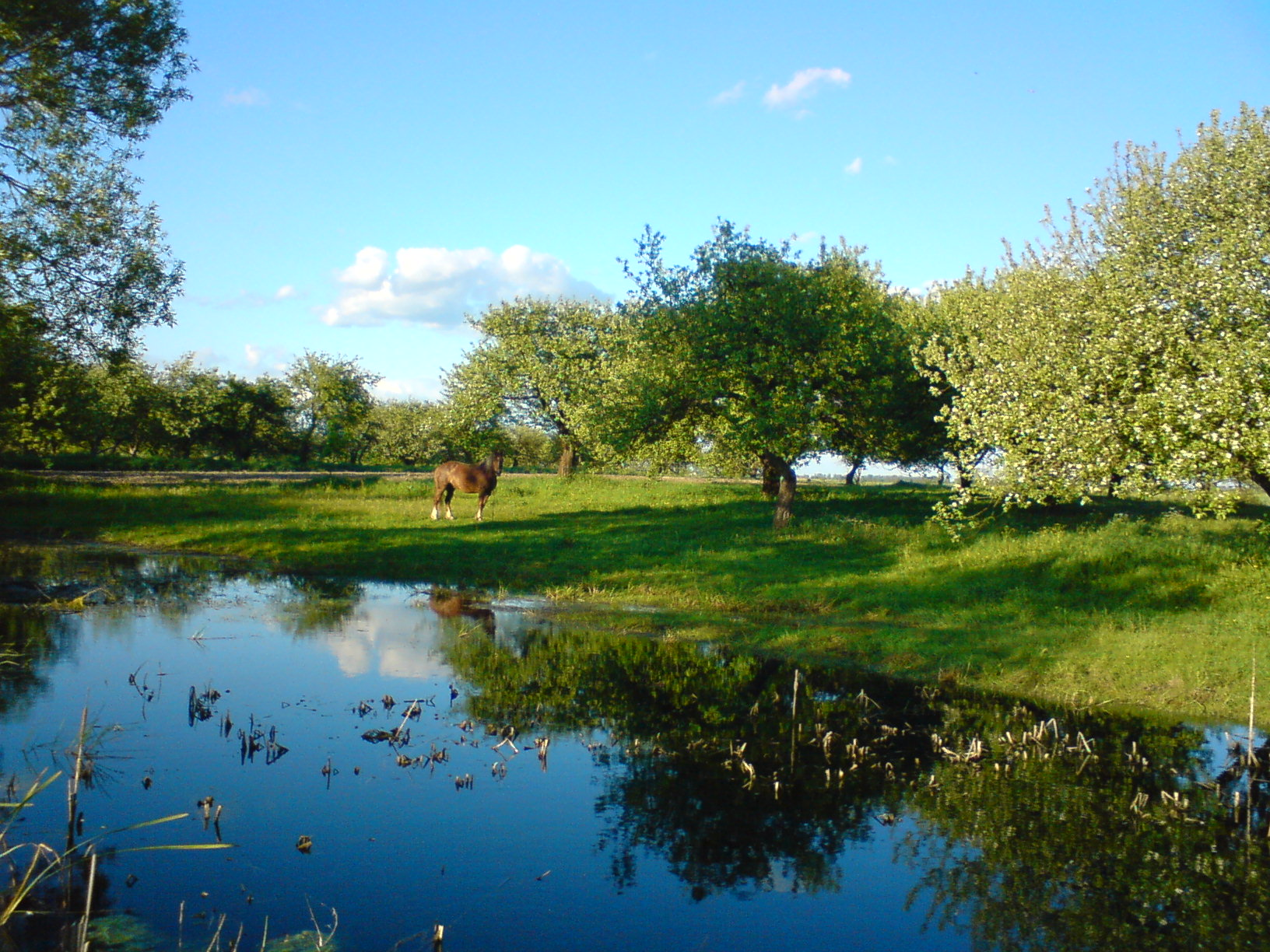
Став в саду.

## Історія
У 1906 році село Щуринської волості Луцького повіту Волинської губернії. Відстань від повітового міста 37 верст, від волості 3. Дворів 77, мешканців 639.

## Населення
Згідно з переписом УРСР 1989 року чисельність наявного населення села становила 581 особа, з яких 273 чоловіки та 308 жінок.
За переписом населення України 2001 року в селі мешкало 586 осіб.

### Мова
Розподіл населення за рідною мовою за даними перепису 2001 року:
| Мова       | Відсоток |
| ---------- | -------- |
| українська | 99,66 %  |
| російська  | 0,34 %   |

## Постаті
- Смолярчук Василь Іванович (1981—2015) — солдат Збройних сил України, учасник російсько-української війни.